# Rejon kadoszkiński
Rejon kadoszkiński (ros. Кадошкинский район, moksza Кадажень аймак) – jednostka administracyjna wchodząca w skład Republiki Mordowii w Rosji.
Główną rzekami rejonu są: Issa, Siwiń i Potiż. W granicach rejonu usytuowane są m.in. wsie: Kadoszkino (centrum administracyjne rejonu), Adaszewo, Bolsza Poliana, Łatyszowka, Pajowo, Puszkino.